# Gaumont Opéra Impérial
Pour les articles homonymes, voir Gaumont Opéra.
Le Gaumont Opéra Impérial était un salle de cinéma située au 29, boulevard des Italiens dans le 2e arrondissement de Paris de 1926 à 2001. Il est connu de 1929 à 1992 sous le nom Impérial Pathé.

## Historique
Le cinéma Impérial ouvre ses portes le 3 juin 1926 avec le film 600 000 francs par mois de Nicolas Koline et Robert Péguy. L'année suivante, l'Impérial proposera Metropolis de Fritz Lang en exclusivité.
En avril 1929, la Société de gérance des cinémas Pathé reprend la gérance de l'Impérial, appartenant au groupement Fournier-Lutétia. Un an plus tard, le circuit est absorbé par Pathé.
Faisant sa réputation par ses secondes exclusivités, l'Impérial Pathé connaît d'importantes rénovations en 1958 puis en 1967. Le cinéma est divisé en trois salles en 1976.
En 1992, Gaumont récupère l'Impérial Pathé au sein de son circuit, à la suite de l'échange de salles entre les deux sociétés pour se renforcer sur certaines villes. Le Gaumont Opéra Impérial s'inscrit dans un pôle de quatorze salles avec le Gaumont Opéra Français et le Gaumont Opéra Premier. Néanmoins, sa trop forte proximité avec les autres cinémas et ses écrans de taille modeste le mèneront à une fermeture définitive le 29 avril 2001.

## Moyens d'accès
- ligne 3 station Quatre-Septembre
- lignes 8 et 9 station Richelieu - Drouot